# 三浦正充
三浦 正充（みうら まさみつ、1959年11月21日 - ）は、日本の警察官僚。第95代警視総監。

## 来歴・人物
神奈川県鎌倉市出身。栄光学園高等学校を経て、東京大学法学部を卒業。1982年警察庁入庁。大阪府警本部長、警察庁刑事局長、警察庁長官官房長を歴任。2018年1月より警察庁次長、同年9月14日付で第95代警視総監に就任。警察庁次長は慣例的に次期警察庁長官になる警察官に充てられるポストであるが、警察庁次長から警視総監となった。これは24年ぶりの人事である。刑事部門の役職が多いが、人事部門も長くこなしている。
2019年6月8日、プロ野球セ・パ交流戦の巨人×ロッテの試合前に始球式を行った。
2020年損害保険ジャパン顧問。2021年大成建設監査役。